# Knuf
Knuf is een kinderboekenreeks van Rik De Wulf en Gerlinde Vandenberghe uit 2011-2012 gericht op jonge kinderen, uitgegeven door uitgeverij Bakermat.
De reeks bestaat uit:
1. Knuf plast in bed
2. Knuf is zoek
3. Knuf en zijn idool
4. Knuf wil geen luizen